# خانه حبیبی (خوانسار)
خانه حبیبی مربوط به دوره قاجار است و در خوانسار، خیابان امام خمینی، کوچه حبیبی واقع شده و این اثر در تاریخ ۲۸ مهر ۱۳۵۴ با شمارهٔ ثبت ۱۱۷۷ به‌عنوان یکی از آثار ملی ایران به ثبت رسیده است.